# گروه انتقام (انجمن)

پرچم گروه انتقام (انجمن)

گروه انتقام (انگلیسی: Revenge Group) همچنین شناخته شده با نام انجمن، یک گروه چریکی ناسیونالیستی زیرزمینی بود که در بیست و یکم بهمن ماه ۱۳۲۲ شکل گرفت.برخی اعضای سرشناس اولیه این گروه عبارت بودند از: 
- علیرضا رئیس
- داریوش همایون
- علینقی عالیخانی
- خداداد فرمانفرمائیان[۱]

انجمن را می توان نخستین گروه چریکی ایران بعد از کمیته مجازات مشروطه دانست که به تقلید از همان هم تشکیل شده بود. این انجمن برای مبارزه با عوامل بیگانه و داخلی اشغال ایران در جنگ جهانی دوم شروع شد.

### اقدامات و سرانجام گروه انتقام
برنامه گروه در ابتدا این بود که جوانان شجاع میهن پرست را شناسایی کند و پس از اطمینان از استواری آنها در راه منافع ملی ایران،به گروه انتقام جذب بشوند.به دلیل مخفی بودن و شیوه این گروه در جذب نیرو،تعداد اعضا به کندی افزایش پیدا می کرد.بالاخره پس از مدتی انجمن دارای شاخه های گوناگون شد که هیچکدام با همدیگر ارتباط و آشنایی نداشتند و برنامه هایشان به کلی مخفی بود و ارتباطشان تنها از طریق سرشاخه ها انجام میگرفت.گروه انتقام در اولین اقدام تصمیم به ترور یا ترساندن دولتمردانی گرفت که با بیگانه همکاری داشتند.اولین شخصی که هدف گروه انتقام قرار گرفت کریم کشاورز برادر یا برادرزاده فریدون کشاورز یکی از سران حزب توده بود که به حیاط خانه اش یک نارنجک دست ساز انداخته شد که انفجار کوچکی ایجاد کرد ولی به کسی آسیب نرساند.
دومین شخصی که هدف گروه انتقام قرار گرفت شکرالله 
صفوی مدیر روزنامه کوشش بود که دومین نارنجک به حیاط خانه اش پرتاب شد.بعد از این دو اقدام ماموران امنیتی با جدیت به دنبال عوامل این کار بودند ولی کوچکترین سرنخی پیدا نمی کردند،در همین زمان شورای رهبری گروه انتقام طرح ترور وثوق الدوله را تنظیم می کرد ولی منفجر شدن نارنجک دستی در منزل علیرضا رئیس و کشته شدن او باعث لو رفتن بیشتر اعضا و توقف اقدامات تروریستی گروه انتقام می شود. گردانندگان «انجمن» بعد از حادثه قتل علیرضا رئیس دریافتند که با اقدامات پنهانی و زیرزمینی نمی توانند به اهداف خود برسند و دیر یا زود گرفتار می شوند و کل گروه از هم پاشیده خواهد شد بنابراین تصمیم گرفتند که انجمن یک شاخه علنی و بیرونی داشته باشد تا بتوانند به صورت علنی با بیگانه گرایان مبارزه کنند و جوانان و میهن دوستان را آگاه کنند و با پی گیری این عقیده بوده که سازمانی به نام پان ایرانیست را بنا نهادند.

تبدیل پرچم گروه انتقام به پرچم حزب پان ایرانیست